# Blink
Blink je open-source renderovací jádro vyvinuté jako součást projektu Chromium. Používá se v prohlížečích jako Google Chrome, Opera a dalších, které jsou založeny na Chromiu.

## Vznik
Google oznámil vytvoření Blink v dubnu 2013. Vznikl z renderovacího jádra WebKit, který byl vyvinut společností Apple v roce 2001 jako fork KHTML a otevřen komunitě v roce 2005.
Důvody vzniku souvisí s tím, že Chrome používá víceprocesovou architekturu, což u WebKitu vedlo k nárůstu složitosti. Google také chtěl zjednodušit a odstranit zastaralé součásti kódu pro zvýšení stability a výkonu.

## Vývojáři
Hlavním vývojářem a iniciátorem forku od WebKitu se v roce 2013 stal Google, po krátké době se připojila i společnost Opera Software, protože chtěla, aby prohlížeč Opera přešel na Blink ze svého stávajícího jádra Presto. K vývoji přispívá také Adobe Systems, a to zejména v oblasti grafických funkcí a standardů.

## Důležité změny
Blink postupně opustil používání CSS vendor prefixů[nedostupný zdroj] a místo toho umožnil experimentální funkce přes volbu v nastavení prohlížeče. Také počáteční refaktoring zahrnoval odstranění více než 7000 souborů a 4,5 milionu řádků kódu.

## Výhody Blink
Blink má tři hlavní výhody. První výhodou je rychlost a stabilita, čehož dosahuje díky optimalizovanému zpracování DOM a JavaScriptu a díky zjednodušení kódu, které vede k menšímu počtu chyb. Druhou výhodou je inovace a flexibilita, a to z toho důvodu, že Blink umožňuje rychlejší implementaci nových webových standardů a technologií a klade velký důraz na podporu otevřených webových standardů a spolupráci s komunitou. Třetí výhodou je důraz na kompatibilitu s otevřenými standardy a interoperabilitu, protože Blink zachovává vysokou úroveň kompatibility s ostatními prohlížeči díky spolupráci s jejich vývojáři.